# Victor Basch
Pour les articles homonymes, voir Basch.
Ne doit pas être confondu avec Victor Bach.
Victor Basch, né le 18 août 1863 à Pest en Hongrie et assassiné par la Milice française le 10 janvier 1944 à Neyron dans l'Ain, est un philosophe français d'origine hongroise et cofondateur et président de la Ligue des droits de l'homme.

## Biographie
Victor Basch est né Victor Langsfeld : c'est après avoir été adopté par Raphaël Basch et son épouse Fanny Françoise Weissweiler, tous deux juifs,, qu'il prend le nom de Basch. Lorsqu'il est enfant, la famille s'installe à Paris, au 62, rue Rodier ; Raphaël Basch y est correspondant de presse. Fanny Françoise Weissweiler se suicide le 18 novembre 1876, au cours d'une crise de neurasthénie.
Il fait de brillantes études au lycée Condorcet, d'abord, puis ses études supérieures en allemand et en philosophie à la Sorbonne.
Il se marie le 7 novembre 1885, au temple de Pest, avec Ilona Fürth (Hélène Basch). Il est naturalisé Français en 1887. Hélène et lui habitent à Paris (au 10, rue du Lunain en 1913, puis au 8, rue Huysmans) de 1913 à 1940.

### Universitaire

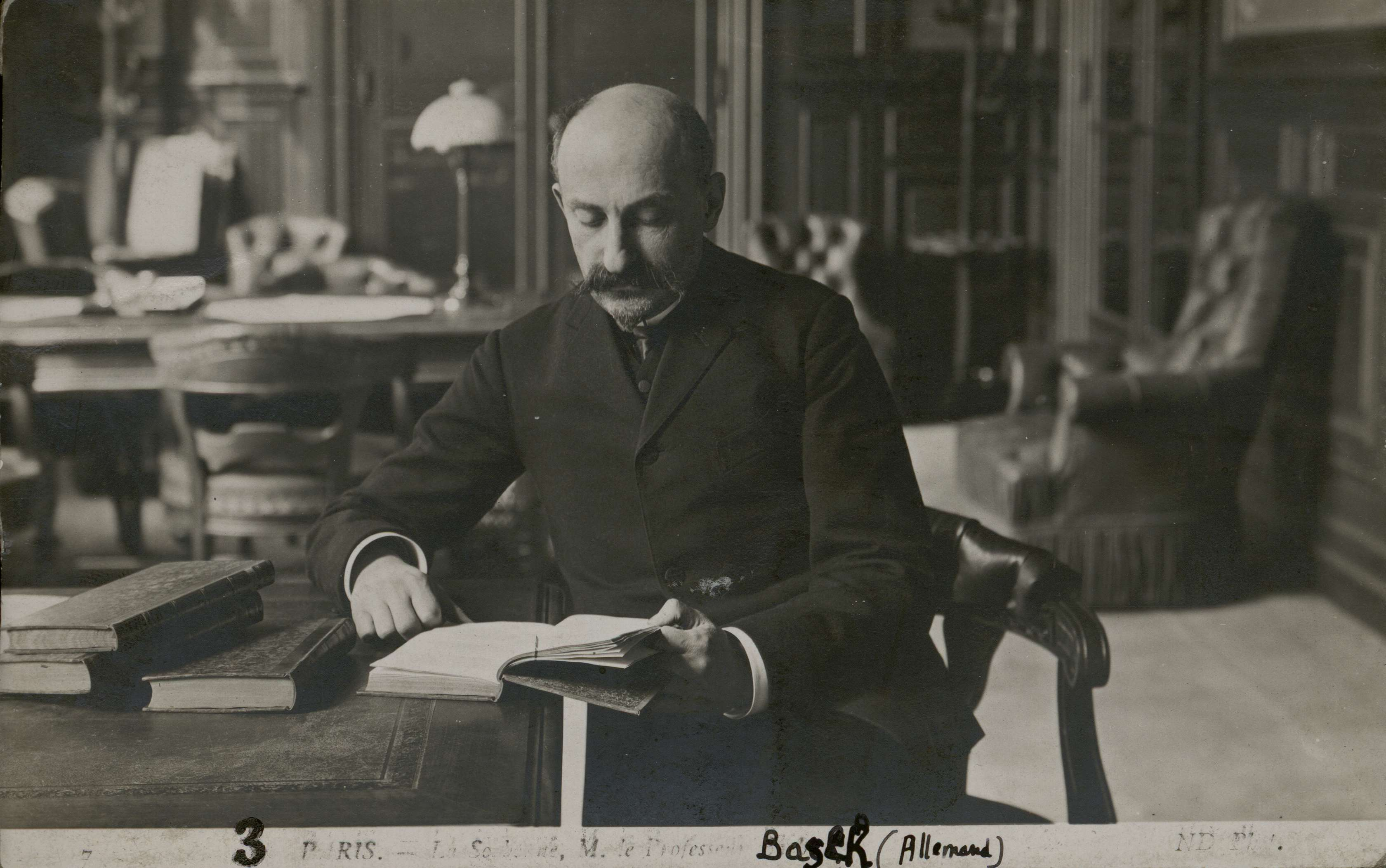
Victor Basch dans la salle des professeurs de la bibliothèque de la Sorbonne (NuBIS).

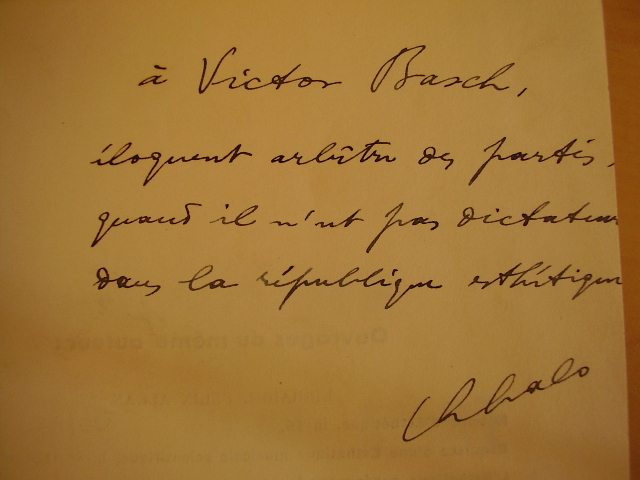
Envoi de Charles Lalo à V. Basch sur L'Expression de la vie dans l'art (1933).

Reçu à l'agrégation de langues vivantes en 1885, il devient professeur d'allemand et d'esthétique à l'université de Nancy ; il y reste de 1885 à 1887. Il est ensuite professeur de philosophie à l'université de Rennes de 1887 à 1906. Le 28 mai 1897, il soutient ses deux thèses de doctorat ès lettres en Sorbonne. La première, en français, consiste en un Essai critique sur l'esthétique de Kant. La deuxième, en latin, traite de la poésie sentimentale selon Schiller.
En 1906, il est délégué dans les fonctions de chargé d'un cours de langue et littérature allemandes à la faculté des lettres de Paris, puis il est chargé de ce cours en 1908, professeur adjoint en 1913, professeur sans chaire en 1921 et il est nommé professeur d'esthétique de 1928 à 1933,.
Ses travaux sur l'esthétique, en particulier sa thèse de doctorat sur Kant, ont une profonde influence sur l'un de ses étudiants qui devient également l'un de ses disciples favoris, le jeune philosophe Valentin Feldman, qui rend un hommage appuyé à son maître dans son ouvrage de vulgarisation sur le sujet, L'Esthétique française contemporaine (Paris, Félix Alcan, 1936).

### Intellectuel engagé
Socialiste anticonformiste, il s'est battu dans sa jeunesse pour Dreyfus (il a couvert le procès de Rennes en 1899). Septuagénaire, il a pris une part importante dans la naissance du Front populaire et a apporté son soutien aux républicains espagnols.
Victor Basch adhère à la Ligue française pour la défense des droits de l'homme et du citoyen dès la création de celle-ci en 1898 ; il en est le quatrième président de 1926 jusqu'à 1944.
Peu avant 1914, il prend position en faveur du sionisme.
Dans les années 1920 et 1930, il s'engage contre l'extrême droite et est même blessé en novembre 1930 par les Camelots du roi, lors d'un meeting houleux, alors qu'il est âgé de 67 ans. Il étudie de près le régime nazi, rédigeant des analyses sur les causes de l'antisémitisme nazi et sur celles de la nuit des Longs Couteaux.

### Assassinat de Victor et Hélène Basch
Inquiétés dès les débuts de l'Occupation (son logement est pillé, Victor Basch perd ainsi nombre d'écrits entreposés dans l'appartement), Victor et Hélène fuient en zone libre, en 1940, et s'installent dans le quartier de Saint-Clair à Caluire-et-Cuire, exactement au 116, Grande-rue-Saint-Clair.
Investi dans la défense des droits de l'homme et dans la franc-maçonnerie, Victor Basch est recherché par Vichy. En janvier 1944, la milice de Lyon, dirigée par Paul Touvier, repère Victor Basch à Caluire-et-Cuire. Le 10 janvier 1944, accompagné d'une dizaine de miliciens, en particulier Lécussan, chef régional de la milice, et du lieutenant Moritz de la Gestapo, Touvier participe lui-même à l'arrestation de Victor Basch et de son épouse Hélène, âgée de 79 ans, qui refuse d'abandonner son mari. Lécussan raconte par la suite : « Moritz jugea Victor Basch trop âgé pour pouvoir l'arrêter, et nous décidâmes de l'exécuter » ; Lécussan, accompagné d'autres miliciens et de Moritz, conduit alors le couple à Neyron dans l'Ain où Victor et Hélène Basch sont abattus de plusieurs coups de feu, le soir même. Lécussan reconnaît avoir abattu lui-même Victor Basch ; Gonnet se chargeant d'assassiner Hélène Basch de deux balles de pistolet.
Sur le corps de Victor Basch, est retrouvé un écriteau laissé par les miliciens sur lequel était inscrit :

« Terreur contre terreur. Le juif paie toujours. Ce juif paye de sa vie l'assassinat d'un National. À bas De Gaulle-Giraud. Vive la France. »

— Comité national anti-terroriste, région lyonnaise.

#### Question de la responsabilité de Touvier
Cette question a, entre autres, été traitée par la justice, notamment au travers des procès successifs de Touvier. D'abord, celui relatif au non-lieu rendu par la chambre d'accusation, le 13 août 1992 ; puis lors du pourvoi formé devant la Cour de cassation, qui casse partiellement le non-lieu, le 27 novembre 1992. Au cours de ce pourvoi et au sujet de la complicité d'assassinat de Victor et Hélène Basch, le 10 janvier 1944, la Cour de cassation rend à nouveau un verdict de non-lieu : l'assassinat de Victor et Hélène Basch serait le fait de Lécussan et de Moritz. Ceci, malgré la présence de Touvier à la réunion préparatoire à l'expédition de Caluire (témoignage de Louis Macé, milicien) et sa présence à l'arrestation elle-même (rapportée par Lécussan et par Macé).
Outre le fait que le rapport tient compte du contexte du premier témoignage de Macé (à la Libération), il considère également le fait que Lécussan ne fait pas état de la présence de Touvier à Neyron, ni d'une décision explicite de Touvier concernant l'assassinat des Basch. Or Lécussan et Touvier entretenaient de mauvaises relations…
L'ancien chauffeur de Paul Touvier, Jean-Lucien Feuz, rapporte les paroles de ce dernier après l'assassinat du couple Basch : « Nous les avons eus, ces sales Juifs. » .
Enfin, si la présence et le rôle de Gonnet semblent certains, Touvier réfute le lien de subordination qui existait entre lui et Gonnet ; pour lui Gonnet avait quitté le 2e service, fin 1943. Par contre, pour l'exécution des sept Juifs au cimetière de Rillieux, le lien de subordination entre Touvier et Gonnet semble avéré (témoignage de Louis Goudard) et conduira à la condamnation de Touvier.
Témoin de la réunion préparatoire, de l'arrestation et de l'assassinat des Basch, Moritz n'a jamais été interrogé dans cette affaire.

### Famille
Victor et Hélène Basch ont cinq enfants :
- Lucien Michel, né à Nancy, 19 rue de la Pépinière 23 août 1886[21] ;
- Fanny, née à Nancy, 19 rue de la Pépinière 22 juillet 1887[22] ;
- Suzanne, née à Rennes, Le Gros Chêne en Saint Laurent, 16 juillet 1891[23] ;
- Yvonne (Rennes, Le Gros Chêne en Saint Laurent, 5 mars 1889 - 1975)[24], épouse du sociologue Maurice Halbwachs, (né en 1877 et mort en déportation à Buchenwald le 16 mars 1945) ;
- Georges Louis (Rennes, le Gros Chêne en Saint-Laurent, 5 septembre 1894[25] (se suicide le 20 juin 1940), marié à Marianne Basch, née Moutet, décédée en l’an 2000 ; leur fille est Françoise Basch, universitaire et féministe, et leur fils André Victor Basch[26], né à Paris XVIIe, 167 boulevard Malesherbes, qui épousa à Paris XVIIIe le 26 décembre 1961 Laurence Bataille[27], fille de l'écrivain Georges Bataille et de sa première épouse Sylvia Maklès. Ils eurent une fille.

## Inhumations

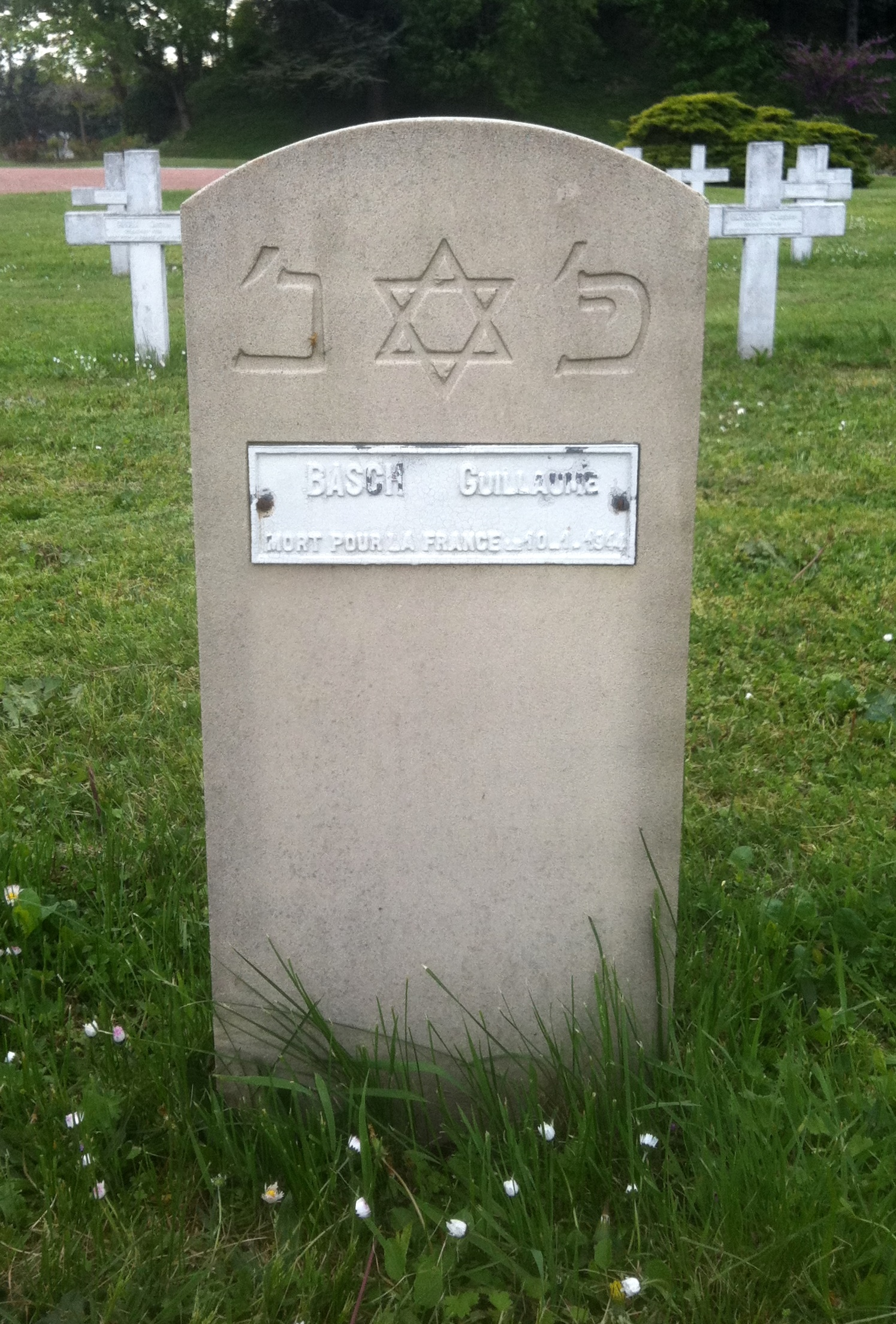
Tombe de Victor Basch.

Victor et Hélène Basch sont inhumés à la nécropole nationale de la Doua, à Villeurbanne.

## Hommages posthumes

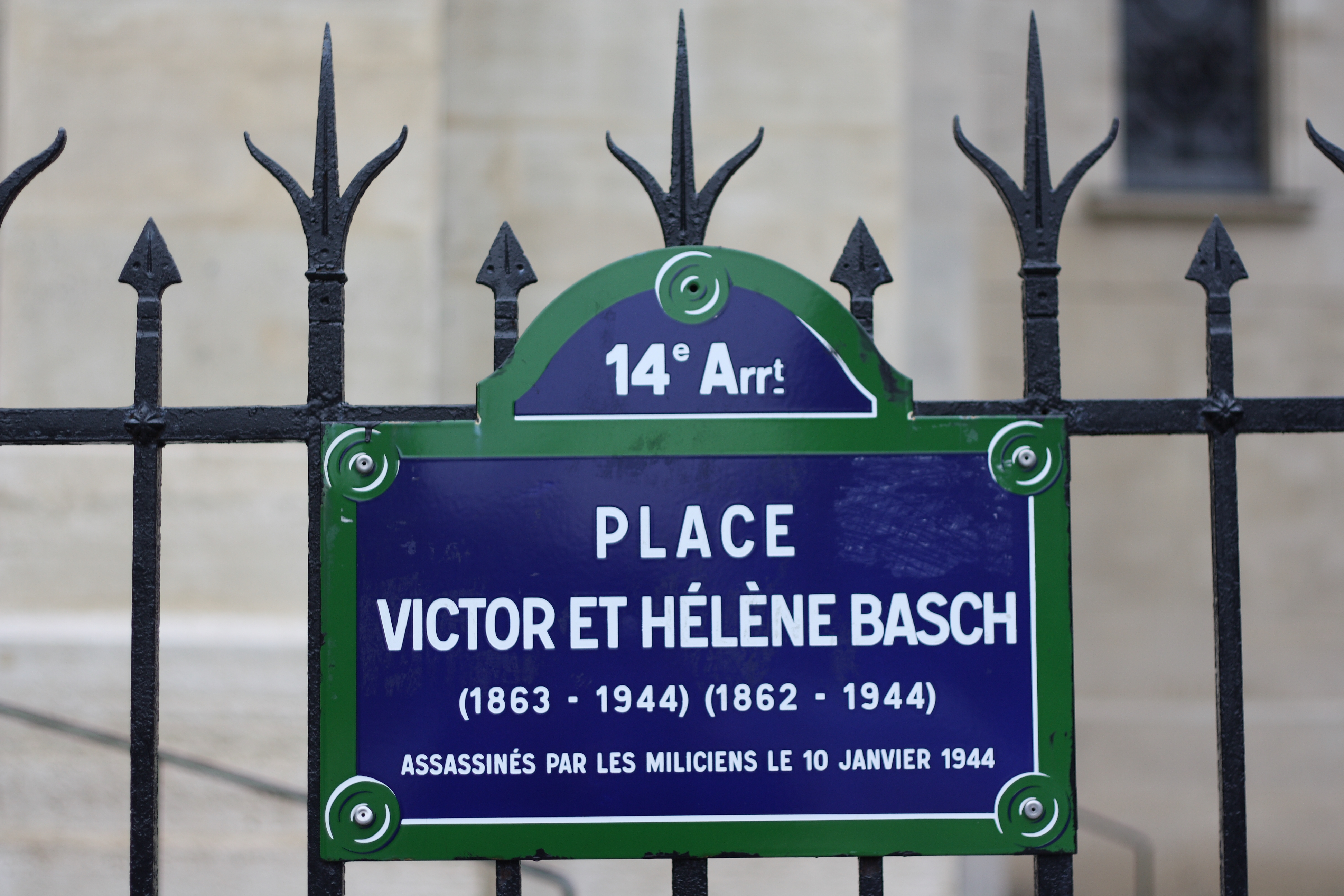
Place Victor-et-Hélène-Basch à Paris.

Son nom a été donné à de nombreuses rues et écoles de France :
En effet, il existe une place Victor-Basch à Neyron (Ain) et à Villeneuve-lès-Avignon (Gard), Lyon 7e, une avenue Victor-Basch à La Ciotat (Bouches-du-Rhône), une rue Victor-Basch à Décines (Rhône), à Villeurbanne (Rhône), à Arcueil, à Montrouge, à Nantes, à Vanves, à Vincennes, à Thiais, à Charenton-le-Pont, à Noisy-le-Grand, à Sotteville-lès-Rouen, à Sainte-Geneviève-des-Bois, à Massy, à Saint-Étienne, à Jeumont, à Saint-Brieuc, à Bry-sur-Marne, à Bourg-en-Bresse, à Taverny, à Rennes, à Dinan, à Vandœuvre-lès-Nancy, à Vannes, à Roanne, à Riom, au Blanc-Mesnil (Seine-Saint-Denis), à Saint-Cyr-l'École (Yvelines), à Cenon (Gironde), à Hyères ainsi qu'à Saint-Dizier (Haute-Marne), à Nogent-sur-Marne (Val-de-Marne), à Cavaillon (Vaucluse), à Saint-Yzan-de-Soudiac (Gironde), en Arles (Bouches-du-Rhône), à Couzon-au-Mont-d’Or (Rhône), à Saint-Quentin (Aisne), à Athis-Mons(Essonne), à Maisons-Alfort (Val-de-Marne), à Ozoir-la-Ferrière (Seine-et-Marne), à Beauchamp (Val-d'Oise), à Franconville (Val-d'Oise), à Sannois (Val-d'Oise), à Limoges (Haute-Vienne) et à Clermont-Ferrand (Puy-de-Dôme).
À Paris, une place du 14e arrondissement, précédemment dénommée place Victor-Basch par arrêté du 18 décembre 1944, est baptisée place Victor-et-Hélène-Basch depuis 1992.
Le 25 février 2000, maître Henri Leclerc, alors président de la Ligue française pour la défense des droits de l'homme et du citoyen, a dévoilé une plaque apposée sur la façade de l'immeuble situé au 8 rue Huysmans en hommage à Victor Basch, lui-même président de la LDH de 1926 à 1940, et qui vécut à cette adresse de 1913 à 1940.
À Caluire-et-Cuire, dans le quartier Saint-Clair, où il fut arrêté avant son assassinat, une école porte son nom.
Un mémorial, le mémorial Hélène-et-Victor-Basch est érigé à Neyron, à l'endroit où Victor Basch fut assassiné par la milice ; de plus, la place de la mairie de Neyron se nomme place Victor-Basch.
Enfin, à proximité du mémorial, passe le viaduc Hélène-et-Victor-Basch de l'A46.
À Rennes où Victor Basch a été professeur de philosophie, de 1887 à 1906, un lycée a été baptisé lycée Victor-et-Hélène-Basch. De plus, deux amphithéâtres, un de l'université Rennes 2 situé sur le campus de Villejean et un de l'université Rennes 1 sur le campus de Beaulieu portent son nom.
En 2010, le STIF décide de donner son nom à une station de la Ligne 2 du tramway d'Île-de-France située dans la commune de Colombes.
Le 16 avril 2014 à l'initiative de la LDH (Ligue des droits de l'homme), une plaque commémorative a été inaugurée en l'honneur de Victor et Hélène Basch à Montrouge, à l'angle de la rue Victor-Basch et de la rue Carvès. Cette plaque rappelle que Victor Basch présida les Assises de la paix et de la liberté, au stade Buffalo à Montrouge, le 14 juillet 1935, événement fondateur du Front populaire.
À l'occasion de l'année internationale de la paix de 1986, La Poste émet un timbre à l'effigie de Victor Basch,,.

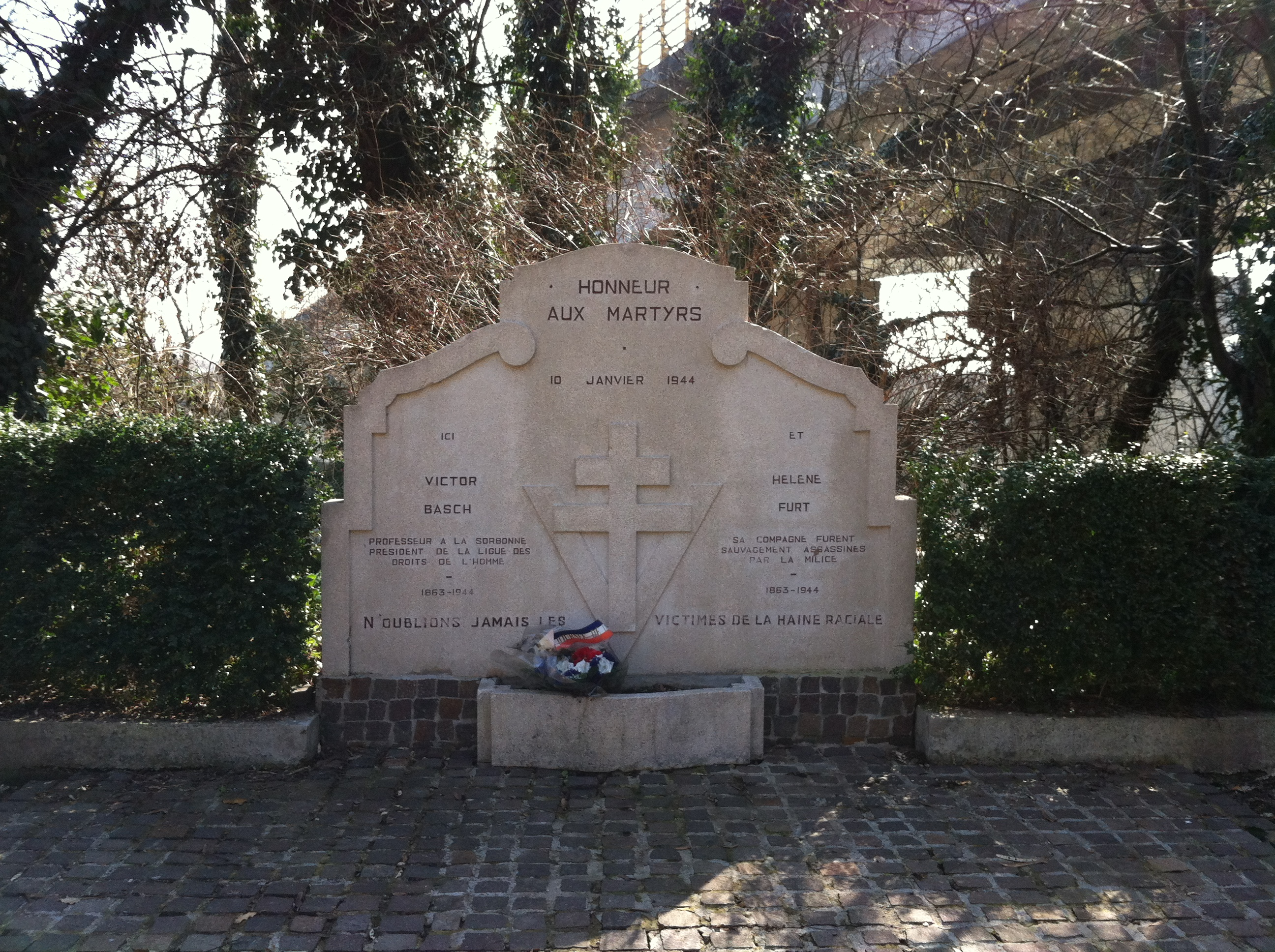
Le mémorial Hélène-et-Victor-Basch.
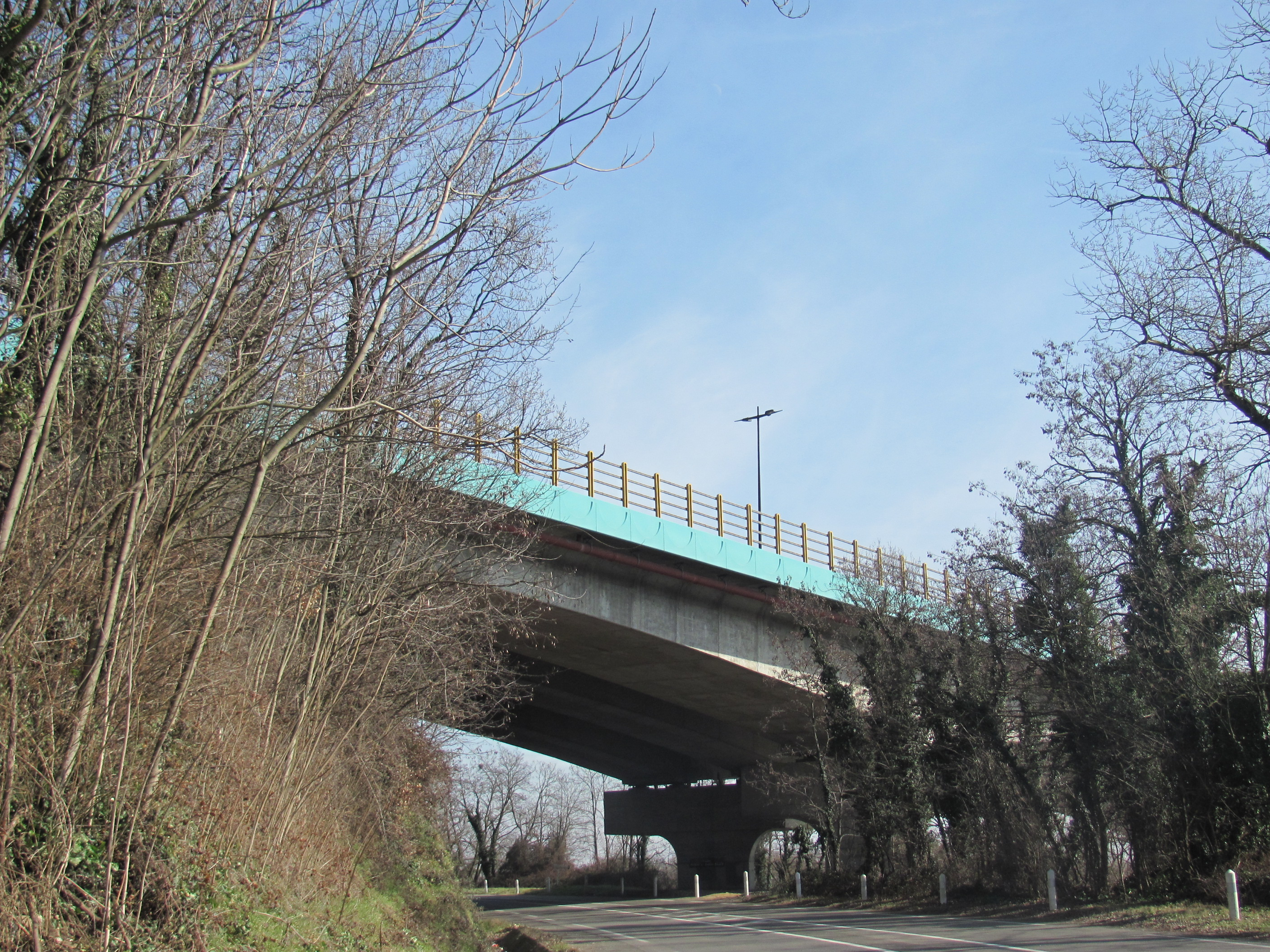
Le viaduc Hélène-et-Victor-Basch.
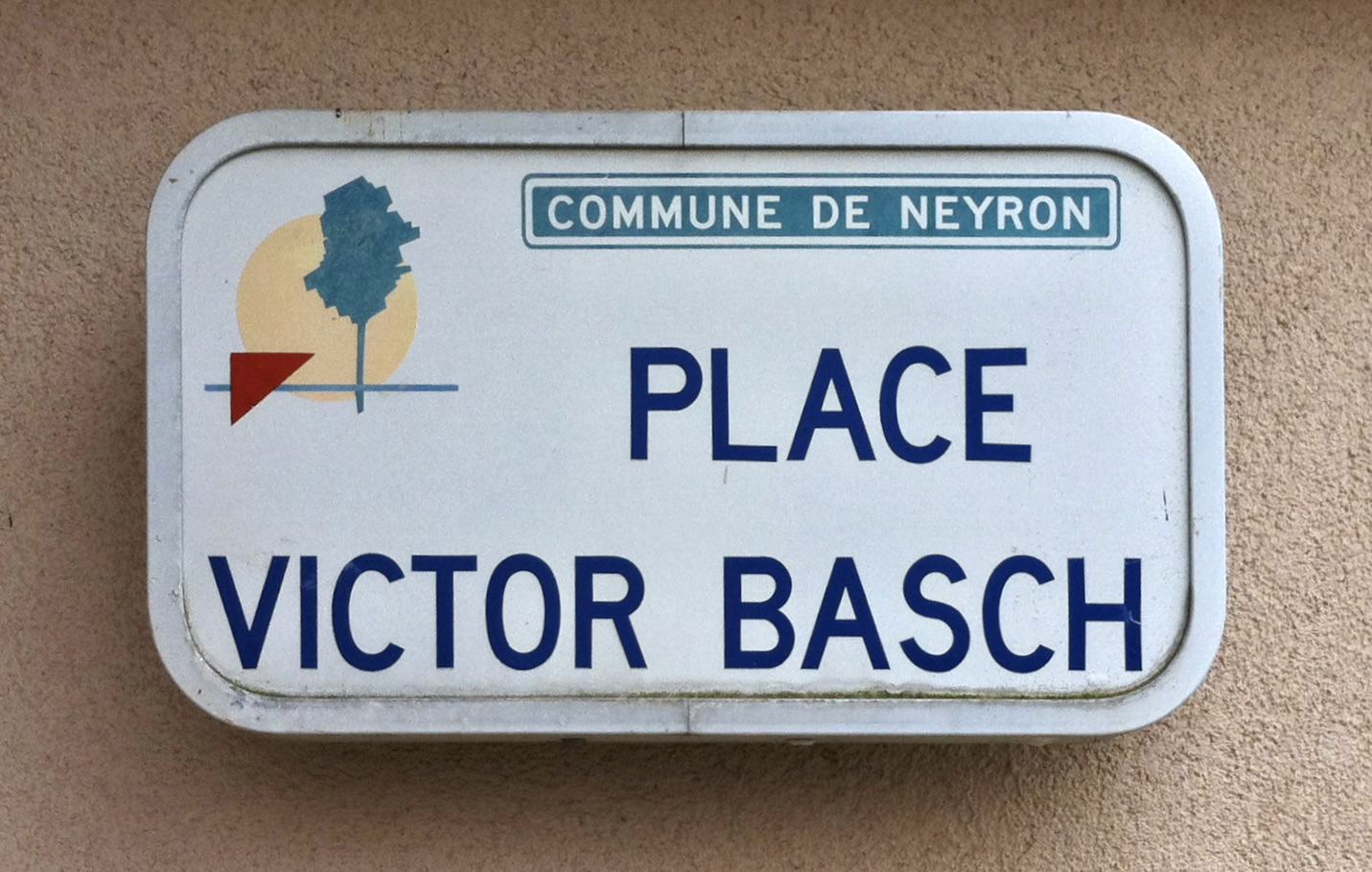
La place Victor-Basch à Neyron.
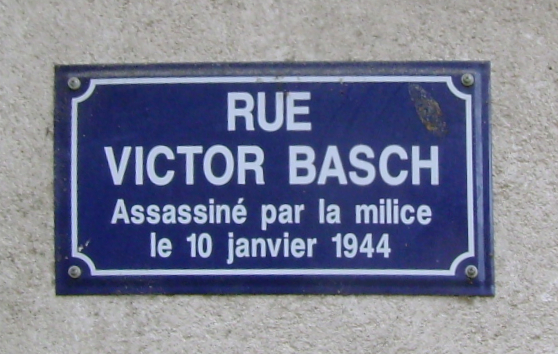
Panneau de la rue Victor-Basch à Bourg-en-Bresse.
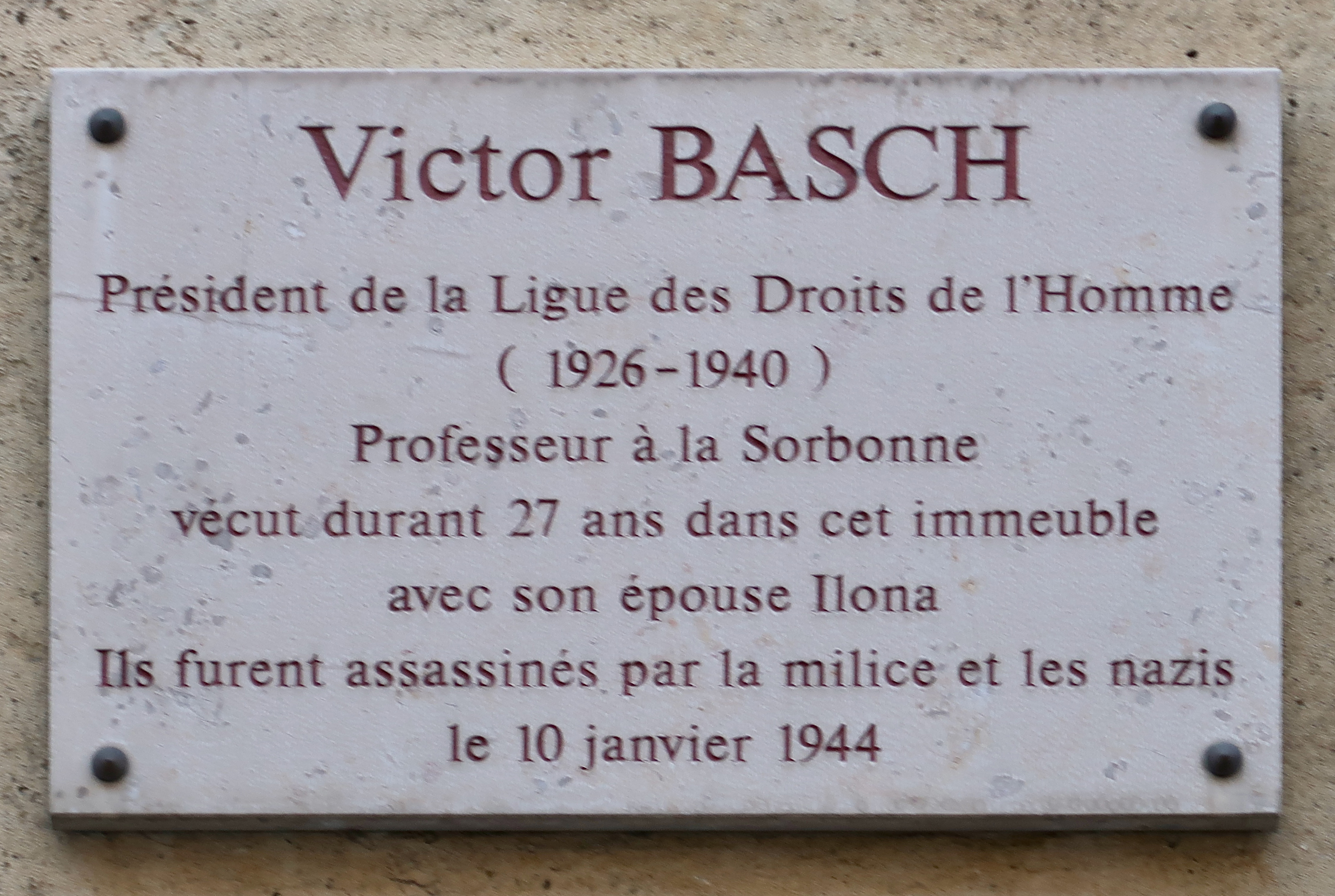
Plaque 8 rue Huysmans (Paris).

## Œuvres littéraires
- (Essai critique sur) L'Esthétique de Kant, Paris, 1896 ; premier volume d'un ouvrage en 4 volumes sur l'histoire de l'esthétique ;
- (La) Poétique de Schiller, Paris, F. Alcan, 1897 ;
- La Vie intellectuelle à l'étranger ;
- La philosophie allemande au XIXè siècle, Paris,  Paris, F. Alcan, 1912, avec Charles Andler et Célestin Bouglé ;
- La guerre de 1914 et le droit, Paris, Ligue des droits de l'homme et du citoyen, 1915 ;
- L'Aube : proses de guerre, Paris, Librairie Félix Alcan, 1918 ;
- Les Origines de l'individualisme moderne ;
- Le Maître-problème de l’esthétique, 1921 ;
- L'Individualisme anarchiste, Max Stirner, Paris, 1904, Librairie Félix Alcan, rééd. 1928 et 2008 ;
- Titien, Paris, Librairie française, 1919 ;
- Études d'esthétique dramatique, Paris, Librairie Française, 1920 (nouvelle édition en 1927) ;
- La Vie douloureuse de Schumann, Paris, Librairie Félix Alcan, 1926 ;
- Les Doctrines politiques des philosophies classiques de l'Allemagne, Leibniz Kant Fichte Hegel, Paris, Librairie Félix Alcan, 1927 ;
- Essais d'esthétique, de philosophie et de littérature, Paris, Impr. des Presses universitaires de France, 1934 ;
- Essai d'esthétique de Kant, 1936 ;
- Carlyle, l'homme de l'ombre, Paris, Gallimard, 1938 ;
- Il contribua fréquemment dans les revues Le Siècle et La Grande Revue ;